# Empire Interactive
Empire Interactive és una companyia de videojocs del Regne Unit. Aquesta companyia ha publicat i desenvolupat nombrosos jocs des de la seva creació, 1987.

## Història
Empire Interactive va ser fundada per Ian Higgins (director executiu) i Simon Jeffrey (director general) el 1987. El novembre de 2000, la companyia va adquirir l'estudi de desenvolupament Razorworks.
A més dels títols a preu complet, Empire també tenia una gamma de títols econòmics, Xplosiv, per a PC i PS2. Inicialment llançat per a PC el gener de 2000, Xplosiv també va publicar títols a Europa de tercers com Sega i Microsoft. Més tard, el 2003, Empire va començar a llançar títols per a PS2.
El març de 2002 Empire va adquirir el programari de creació musical eJay.
Silverstar Holdings, una empresa pública dels Estats Units que cotitza al NASDAQ, va oferir un acord per adquirir Empire Interactive a finals d'octubre de 2006. L'acord va ser acceptat pel 90% dels accionistes d'Empire Interactive a finals de novembre, de manera que Silverstar Holdings va adquirir el 85% de les accions d'Empire Interactive. L'acord es va valorar aproximadament 4,5 milions de lliures. S'esperava que es cancel·lessin les entrades de més accions d'Empire Interactive al Mercat d'Inversions Alternatives de la Borsa de Valors de Londres, a partir del 20 de desembre. Higgins va renunciar al seu càrrec el maig de 2008. Al juliol, Empire Interactive va reduir el seu nombre de personal en un 30%, amb la intenció de vendre Razorworks. Razorworks va ser venut i absorbit per Rebellion Developments uns dies després. Dos mesos després que Silverstar Holdings fos retirat del NASDAQ el març de 2009, l'1 de maig de 2009 Empire Interactive va ser col·locat a administració, amb KPMG Restructuring nomenat com a administrador. Posteriorment, 49 dels 55 empleats van ser acomiadats, i els sis restants es van quedar per ajudar a KPMG Reestructuració en la liquidació de l'empresa. La propietat intel·lectual d'Empire Interactive es va vendre a l'empresa nord-americana New World IP. Poc després, l'editor nord-americà Zoo Publishing va adquirir una llicència exclusiva per a la publicació i distribució d'Empire Interactive de New World IP.

## Videojocs
- 101st Airborne in Normandy
- 911: First Responders
- Animal Paradise
- Animal Paradise 2
- Antz Extreme Racing
- Big Mutha Truckers
- Big Mutha Truckers 2: Truck Me Harder
- Campaign
- Campaign II
- The Civil War
- Coala
- Combat Chess
- Crazy Taxi (PC)
- Crazy Taxi 3: High Roller (PC)
- Dino Crisis 2 (PC)
- Double Dragon (versió XBLA)
- Dreamfall: The Longest Journey
- DreamWeb
- Endgame (PS2)
- Enemy Engaged: Apache vs Havoc
- Enemy Engaged: RAH-66 Comanche vs. KA-52 Hokum
- Enemy Zero (PC)
- FlatOut (sèrie)
- Flying Corps Gold
- Ford Racing
- Ford Racing 2
- Ford Racing 3
- Ford Racing Full Blown (sèrie, desenvolupada per SEGA Amusements Europe)
- Ford Racing Off Road
- Ford Street Racing
- Fullmetal Alchemist: Dual Sympathy
- Ghost Master
- The Golf Pro
- Go Go Copter
- Hanna Barbera's Turbo Toons
- Heavy Gear II (PC)
- Hello Kitty: Big City Dreams (DS)
- Hot Wheels: Beat That! (no publicat)
- The House of the Dead (PC)
- The House of the Dead 2 (PC)
- International Cricket Captain
- Jackass: The Game (PS2, PSP i DS versions)
- Jacked (PS2, Windows, i Xbox)
- The Longest Journey
- Mashed (també Drive To Survive)
- Midtown Madness 2 (PC)
- Navy Strike (PC)
- Picture Perfect Golf (Windows)
- Panzer Dragoon (PC)
- Paraworld
- Pepsi Max Extreme Sports (PC)
- Pipe Mania
- Pro Pinball (sèrie)
- RayStorm (PC)
- Sega Bass Fishing (PC)
- Sega Marine Fishing (PC)
- Sega Rally 2 (PC)
- Sega Rally Championship (PC)
- Sega Touring Car Championship (PC)
- Sheep
- Sleeping Gods Lie
- Solid Ice (PC)
- Space Ace (SNES)
- Speedball
- Speedball 2: Brutal Deluxe
- Spin Jam (PS1)
- Stars!
- Starship Troopers
- Starsky & Hutch
- Sudden Strike 3: Arms for Victory
- Taito Legends 2
- Taito Legends
- Team Yankee i les seves seqüeles Pacific Islands i War in the Gulf
- Total Immersion Racing
- Unsolved Crimes (DS)
- Victorious Boxers (PS2)
- Victorious Boxers 2 (PS2)
- Virtua Cop 2 (PC)
- Virtua Tennis (PC)
- Volfied
- War Along the Mohawk
- Warrior Kings: Battles
- Yogi Bear's Cartoon Capers